# Chudy i inni
Chudy i inni – polski czarno-biały film obyczajowy z 1966 roku w reżyserii Henryka Kluby, na podstawie scenariusza Wiesława Dymnego.

## Fabuła
Akcja filmu obraca się wokół brygady robotników pod wodzą „Chudego”, pracujących przy budowie mostu powstającej zapory wodnej. Jeden z nich, „Pryszczaty”, podczas nocnego powrotu ze wspólnej libacji alkoholowej, strąca z mostu do rzeki dziennikarza. Poszukiwania trupa są bezowocne. Podczas dochodzenia w sprawie zaginięcia reportera żaden z nich nie zdradza winowajcy wypadku. W dniu otwarcia mostu jeden z dawnych członków brygady, „Partyjny”, pojawia się z rzekomo martwym dziennikarzem. Brygada otrzymuje odznaczenia.

## Obsada
Źródło: Filmpolski.pl
- Wiesław Gołas – Józef Kawulok „Chudy”
- Marian Kociniak – „Partyjny”
- Franciszek Pieczka – Tomasz Waliczek „Kosa”
- Mieczysław Stoor – „Byk”
- Ryszard Filipski – „Ślązak”
- Wiesław Dymny – Paweł „Mały”
- Ryszard Pietruski – „Pryszczaty”
- Edward Rączkowski – „Stary”
- Krystyna Chmielewska – sanitariuszka Ewa
- Leon Niemczyk – redaktor
- Tadeusz Schmidt – brygadzista
- Zdzisław Leśniak – aktor grający „Błazna”
- Stanisław Bieliński – kierownik budowy
- Andrzej Girtler – aktor grający „Króla Leara”
- Janusz Sykutera – milicjant

## Produkcja
Film był kręcony podczas budowy zapory wodnej w Solinie oraz m.in. na moście przed zaporą na drodze nr 895.

## Odbiór
Aleksander Jackiewicz wyraził następującą opinię o Chudym i innym: „[…] jest dziełem schematycznym i zarazem w jakiś sposób nowym. Nie bardzo udanym, ale odkrywającym utalentowanego autora, obdarzonego w dodatku zmysłem kina”. W filmie Kluby i Dymnego odnajdywano formułę unowocześnionego produkcyjniaka (Krzysztof Teodor Toeplitz) lub też wręcz wyjście poza formułę stosowaną w socrealizmie lat 50. (Stefan Morawski). Sam Kluba tłumaczył po sporze wśród krytyków, że jego intencją było stworzenie „uszlachetnionego produkcyjniaka”, łączącego „realizm z klimatem groteski”. Zdaniem Piotra Zawojskiego „Klubie udało się zachować niezwykły klimat opowiadania, a także niezwykłą zdolność do kreowania postaci prawdziwych, wiarygodnych psychologicznie i autentycznych”.

## Znaczenie i nagrody
Chudy i inni stał się w literaturze filmoznawczej jednym z prekursorów nurtu pierwotnie nazywanego „trzecim kinem” (trzecia fala), zwiastującego zmianę pokoleniową twórców polskiej kinematografii. Za ów film Kluba otrzymał Nagrodę im. Andrzeja Munka, przyznawaną przez Państwową Wyższą Szkołę Filmową, Telewizyjną i Teatralną w Łodzi.